# Marionina achaeta
Marionina achaeta is een ringworm uit de familie van de Enchytraeidae. De wetenschappelijke naam van de soort werd in 1954 als Michaelsena achaeta gepubliceerd door Hagen. In 1964 werd de beschrijving van de soort aangepast door Lasserre.